# Tjalmisträsket
Tjalmisträsket är en sjö i Piteå kommun i Norrbotten och ingår i Byskeälvens huvudavrinningsområde. Sjön har en area på 0,473 kvadratkilometer och ligger 306,1 meter över havet. Tjalmisträsket ligger i Byskeälven Natura 2000-område.

## Delavrinningsområde
Tjalmisträsket ingår i det delavrinningsområde (725994-169170) som SMHI kallar för Utloppet av Tjalmisträsket. Medelhöjden är 314 meter över havet och ytan är 2,3 kvadratkilometer. Räknas de 2 avrinningsområdena uppströms in blir den ackumulerade arean 8,9 kvadratkilometer. Vattendraget som avvattnar avrinningsområdet har biflödesordning 3, vilket innebär att vattnet flödar genom totalt 3 vattendrag innan det når havet efter 105 kilometer. Avrinningsområdet består mestadels av skog (48 procent) och sankmarker (29 procent). Avrinningsområdet har 0,47 kvadratkilometer vattenytor vilket ger det en sjöprocent på 20,5 procent.